# Фещенко Валентин Андрійович
Фещенко Валентин Андрійович — радянський український кінорежисер. Член Національної спілки кінематографістів України.
Народився 14 вересня 1936 р. в Іванкові в селянській родині. Закінчив Київський державний інститут театрального мистецтва ім. І. Карпенка-Карого (1967).
Грав у Чернігівському музично-драматичному театрі, з 1962 року — актор театру у Тернополі.
З 1970 р. працює на Київській кіностудії ім. О. П. Довженка.
Створив документальні фільми: «Вища освіта в СРСР», «Ми до ваших послуг», «На сторожі чистої води» (1969) та ін.
Другий режисер на картинах: «Крутий горизонт» (1970), «Від і до» (1976), «Все перемагає любов» (1987, у співавт. з П. Марусиком), «Вінчання зі смертю» (1992).
Поставив кінокартини «Таємниця партизанської землянки» (1974, у співавт. з Ю. Тупицьким), «Київські зустрічі» (1979, новела «Я вас зустрів…»).
Знявся у ряді епізодичних ролей («Крутий горизонт» (1970, епізод), «Як гартувалась сталь» (1975, епізод; також асистент режисера).